# Муро, Альберто
Альбе́рто Му́ро (исп. Alberto Muro; родился 27 апреля 1927, Буэнос-Айрес, Аргентина — 20 января 1997, Ницца, Франция) — аргентинский футболист и тренер. Выступал на позиции нападающего.

## Карьера

### Клубная
Альберто Муро начал карьеру футболиста в клубе второго дивизиона Аргентины «Альмагро». Форвард сыграл за команду 3 матча в 1947 году, а затем выступал на протяжении ещё 2 сезонов. С 1950 по 1951 год Муро играл за уругвайский «Насьональ» и в 1950 году стал с ним чемпионом страны.
С лета 1951 года и до окончания карьеры в 1966 году Альберто Муро выступал за французские клубы. первым из которых стал «Сошо». С этой командой нападающий в сезоне 1952/53 стал вице-чемпионом Франции. В общей сложности за 5 сезонов, проведённых в «Сошо», нападающий сыграл 123 матча и забил 57 мячей.
В 1956 году аргентинец перешёл в «Ниццу», бывшую на тот момент чемпионом Франции. За эту команду Муро выступал в кубке чемпионов 1956/57, в рамках которого сыграл 6 матчей и забил 1 гол
.
Став чемпионом Франции в сезоне 1958/59, Муро покинул «Ниццу» и перешёл в клуб второго дивизиона «Нанси».
В сезоне 1959/60 форвард вместе с «Нанси» вернулся в Дивизион 1, а два года спустя стал финалистом кубка Франции. По окончании сезона 1961/62 на счету нападающего было 128 забитых голов в 269 сыгранных матчах чемпионата Франции. В дальнейшем футболист ещё 3 сезона отыграл за клубы Дивизиона 2 «Канн» и «Аяччо».

### Тренерская
С 1962 по 1964 год, выступая за «Канн», Альберто Муро был играющим тренером команды. Под его руководством клуб дважды занимал места в нижней части турнирной таблицы Дивизиона 2.
В 1965 году Муро был приглашён в «Аяччо», где также поначалу продолжал выходить на поле. В сезоне 1965/66 он забил 2 гола в 8 сыгранных матчах и едва удержал команду от вылета из второго дивизиона: корсиканцы финишировали на 15-м месте, лишь на 3 очка опередив покинувший лигу столичный «Расинг». Со следующего сезона аргентинец целиком сосредоточился на тренерской работе, и это немедленно принесло результат: по итогам сезона 1966/67 «Аяччо» выиграл Дивизион 2 и получил таким образом повышение в классе.
В сезоне 1967/68 Муро занял с «Аяччо» 9-е место в чемпионате, однако затем клуб дважды финишировал 16-м, что привело к его вылету во второй дивизион по итогам сезона 1969/70. После этого аргентинский специалист покинул клуб.
Летом 1974 года Альберто Муро возглавил «Монако», с которым в сезоне 1974/75 занял 10-е место в чемпионате. Старт следующего сезона получился неудачным: в первых 20 турах команда одержала лишь 5 побед при 10 поражениях и расположилась на 18-м месте. В декабре 1975 года Муро был отправлен в отставку, а спасение команды доверили Арману Форчерио.
Последним клубом в тренерской карьере Муро стал «Париж», в котором аргентинец работал с октября 1981 по июнь 1982 года.

## Достижения

### Командные
«Насьональ»
- Чемпион Уругвая: 1950
- Вице-чемпион Уругвая: 1951

«Сошо»
- Вице-чемпион Франции: 1952/53

«Ницца»
- Чемпион Франции: 1958/59

«Нанси»
- 2-е место Дивизиона 2: 1959/60
- Финалист кубка Франции: 1961/62

### Личные
- 128 голов в чемпионате Франции (36-й результат в истории)

### Тренерские
«Аяччо»
- Победитель Дивизиона 2: 1966/67